# Clarion (Pennsylvania)
Clarion is een plaats (borough) in de Amerikaanse staat Pennsylvania, en valt bestuurlijk gezien onder Clarion County.

## Demografie
Bij de volkstelling in 2000 werd het aantal inwoners vastgesteld op 6185.
In 2006 is het aantal inwoners door het United States Census Bureau geschat op 5257, een daling van 928 (-15,0%).

## Geografie
Volgens het United States Census Bureau beslaat de plaats een oppervlakte van 4,0 km², waarvan 3,9 km² land en 0,1 km² water. Clarion ligt op ongeveer 371 m boven zeeniveau.

## Plaatsen in de nabije omgeving
De onderstaande figuur toont nabijgelegen plaatsen in een straal van 16 km rond Clarion.